# الوجود الإسلامي في فرنسا في العصور الوسطى
إن الوجود الإسلامي في فرنسا في العصور الوسطى يتوافق مع الوجود الساراسيني لعدة فترات بين عامي 719 و973 في مقاطعة سبتمانيا ثم في بروفانس حتى عام 1197، حيث كان السكان المحليون لهذه المناطق من المسلمين، وخاصة من المولدين مع وجود للعرب والبربر.
المرحلة الأولى من الوجود، بعد الفتح الأموي للأندلس، مسجلة بين عامي 719 و759 في مقاطعة سبتمانيا وعاصمتها أربونة.
استمرت المرحلة الثانية من الوجود ما يقرب من 80 عامًا، بين عامي 890 و973 ، حيث أنشأ المسلمون العديد من المعسكرات المحصنة في محيط سان تروبيه في وسط كتلة موريس [الإنجليزية]، وكانت فرخشنيط هي مدينتها الرئيسة، والتي تسميها المصادر العربية المكتوبة جبل القلال (وقلال جمع قُلة والتي تعني أعلى الشيء وقمته)، وفرخشنيط (النسخ الصوتي لفراكسينيتوم)، أي المناطق الداخلية الحالية لخليج سان تروبيه.

## رازياس (759 - 890)
بعد خضوع روسيلون للمملكة الفرنجة بعد الاستيلاء على أربونة في عام 759، وجه بيبيان على الفور كل جهوده الحربية ضد دوقية أقطانية.
بدأت السيطرة الفرنجية على كاتالونيا المجاورة مع غزو جرندة (785) وبرشلونة (801). حقق بيبين، والد شارلمان، الهدف الفرنجي المتمثل في توسيع الحدود الدفاعية للمملكة إلى ما وراء سبتمانيا وجبال البرانس، مما أدى إلى إنشاء حاجز قوي بين إمارة قرطبة وفرنسا.
أصبحت الأراضي المكتسبة من المسلمين، والتي تسمى "الثغر الإسباني"، منطقة عازلة مكونة من مقاطعات تابعة للملوك الكارولينجيين. ومن بين هذه المناطق، كانت مقاطعة برشلونة هي التي لعبت الدور الأكثر أهمية، والتي ستبدأ منها سقوط الأندلس إلى حد ما.
ولكن هذا لم يمنع المسلمين من العودة إلى بروفانس في عام 760، ثم في عام 787 إلى دانتيل دي مونتميرايل [الإنجليزية] حيث دخلوا بريبايون. وكان ضغطهم قويًّا مرة أخرى في سبتمانيا لدرجة أن شارلمان كلف ابن عمه كونت تولوز ويليام [الإنجليزية]، بمهمة صدهم. اشتبك الجيشان في الفترة من 793 إلى 795. في عام 793 ، فشلت الحملة الساراسينية الجديدة أمام أبواب قرقشونة. احتل ويليام مدينة أورانج، مما أكسبه لقب أمير هذه المدينة، وهزم المسلمين بالقرب من أربونة.
وعلى الرغم من توسع الإمبراطورية الكارولنجية وقوتها المؤكدة، ظل البحر الأبيض المتوسط تحت سيطرة البحرية الإسلامية. في تلك الأوقات، سمح التفوق العلمي العربي الإسلامي، للمسلمين بالسيطرة على شواطئ صقلية وكورسيكا وجزر البليار وشبه الجزيرة الأيبيرية والحركة الكاملة على طول سواحل سبتمانيا وبروفانس، حيث استطاعوا صد الغارات الاستعبادية [الإنجليزية] للرقيق القادنة لهم من الكارولجينيين،  استمر وجود المناوشات حتى الحروب الأمريكية في ساحل المتوسط في 1801-1815.
وبعد أن اتخذ الناجون من كورسيكا ملجأ لهم، عاد المسلمون إلى سواحل بروفانس في عام 813. ثم حاصروا مرسيليا في عام 838م، ووصلوا إلى بروفانس السفلى في عام 869 حتى ثغور مرسيليا وآرل.
ابتداءً من عام 890 ، حاول الأمويون استعادة موطئ قدم في فرنسا حول فرخشنيط، في جبال موريس [الإنجليزية] .

## ثمانية عقود أخرى من الوجود (890 - 973)

### جبال مور: عودة الموريسكيين

توسع الفرنجة

تشكل الأعوام 880 و890 نقطة تحول في الإستراتيجية الإسلامية. جاء المسلمون من لقنط وكان من المولدين (السكان المحليين) واستقروا بالقرب من سان تروبيه في منطقة فراينيه (كانتونات غريمود [الإنجليزية] وسان تروبيه اليوم) ومن هناك انتشروا في جميع أنحاء جبال الألب. ولم يتم العثور على هذا "الحصن" قط؛ ولم يثبت حتى يومنا هذا أن هذا "الحصن" كان دائمًا: ربما كان بسيطًا.
ربما أطلق المسلمون الاسم على قرية رحمة الله المجاورة؛ إذ اشتق إيفاريست ليفي بروفنسال، الذي ليس متخصصًا في أسماء المواقع الجغرافية، اسم رهمتويل من الكلمة العربية "رحمة الله"، ولكن ليس إلى جبال مور [الإنجليزية]، ولا إلى منطقة مورين [الإنجليزية] ، حيث استقر جزء من المجتمع المسلم في وادي آرك، على الرغم من أن لفظ (مور) أو (مورين) قد يكون تحريفًا لكمة (موريسكيين) وهو الاسم الأوروبي على الأندلسي، إلا أن هناك مصدرًا آخر للاسم ذكره غريغوري التوري ، وهو أنه مشتق من الكلمة اللاتينية "مالوس ريفوس" أي النهر الراكد، والتي تطورت إلى "ماو ريو/رين". حيث يُعرف نهر آرك بفيضاناته، ولكن تظل فرضية موريسكيين قائمة.
في عام 923 ، لم يتمكن المسلمون الذين نزلوا في جبال موريس من الوصول إلى مرسيليا. وتبع ذلك العديد من التحالفات الغير سلمية بين المسلمين مع الأمراء المحليين، حتى الانفصال النهائي مع الفيكونتات في مرسيليا، حيث كان المسلمون تحت رحمة الأمراء.
في عام 929 ، أصبحت إمارة قرطبة هي خلافة قرطبة .
في ليالي 21 إلى 22 أغسطس 973 ، هجم المسيحيون على الجبال، فاستطاع المسلمون الصمود بل أسروا مايولوس [الإنجليزية]، رئيس دير كلوني، عند جسر شاتيلار [الإنجليزية]، بالقرب من أورسيير في فاليه، وبادلوه بأسرى مسلمين في المدن الفرنجية. منذ عام 921، سيطر المسلمون البروفانسيون على العديد من الممرات المهمة في جبال الألب الغربية (تزعم مصادر أخرى أن الفرنجة قاموا بتثبيتهم هناك لمنع اللومبارديين) بما في ذلك ممر مونت جو الذي عبره رئيس الدير للتو قبل أن يتم التعرف عليه والاستيلاء عليه.
في سبتمبر، حشد وليام الأول [الإنجليزية] وروتبولد الأول [الإنجليزية]، أبناء الكونت بوسون الثاني، كل نبلاء بروفانس، ولكن أيضًا نبلاء فيينوا ونيس. وعلى رأس جيش بروفانس المعزز بقوات أردوين، كونت تورينو، تعقبوا المغاربة الذين سحقوهم خلال معركة تورتور في عام 973، ثم طردوهم من قواعدهم المحصنة في بروفانس. ويظل الموقع الدقيق للمعركة غير معروف.

### ولادة أرستقراطية بروفانس
إن هذه الحملة العسكرية ضد المسلمين، والتي جرت بدون قوات كونراد ، كانت في الواقع بمثابة قناع لإخضاع بروفانس، والأرستقراطية المحلية، والمجتمعات الحضرية والفلاحية التي رفضت دائمًا التحول الإقطاعي والسلطة الكونتية حتى ذلك الحين. وقد سمح ذلك لويليام الأول [الإنجليزية] بالحصول على سيادة بروفانس، وبموافقة ملكية، السيطرة على النظام الضريبي في بروفانس.
قام وليام الأول البروفانسي [الإنجليزية] بتوزيع الأراضي التي استعادها على أتباعه، مثل إقليم هييريس الذي نسبه إلى أمراء فوس. قام بالتحكيم في النزاعات وبالتالي أنشأ النظام الإقطاعي في بروفانس. بالتعاون مع الأسقف إيسارن [الإنجليزية]، أسقف غرونوبل، تولى مهمة إعادة توطين دوفينيه وأذن لكونت إيطالي يدعى أوغو بلافيا بالاستقرار بالقرب من فريجوس في بداية سبعينيات القرن التاسع من أجل زراعة الأرض.
في الحدود بدأت تنمو اشتباكات بين المسلمين والأرستقراطية، ووصلت العديد من الغارات الإسلامية إلى الساحل الفرنسي، ولا سيما جزر ليرينز [الإنجليزية] في أعوام 1003 و1047 و1107 و1197. آخر غزوة إسلامية لكورسيكا (بقيادة الأمير أبو الحسين المجاهد) حدثت في عام 1014م . حتى انقسمت خلافة قرطبة في عام 1031 إلى عدة إمارات صغيرة، وهي الطوائف، والتي أضعفها الحروب المسيحية التالية على الأندلس حتى عام 1492.